# Rally di Svezia 2011
Il Rally di Svezia, che si è svolto dal 10 al 13 febbraio, è stato il primo della stagione 2011 e ha registrato la vittoria di Mikko Hirvonen.

## Risultati

### Classifica
| Pos      | Pilota               | Co-pilota              | Auto                     | Tempo     | Distacco | Punti    |
| Generale | Generale             | Generale               | Generale                 | Generale  | Generale | Generale |
| -------- | -------------------- | ---------------------- | ------------------------ | --------- | -------- | -------- |
| 1.       | Mikko Hirvonen       | Jarmo Lehtinen         | Ford Fiesta RS WRC       | 3:23:56.6 | 0.0      | 25       |
| 2.       | Mads Østberg         | Jonas Andersson        | Ford Fiesta RS WRC       | 3:24:03.1 | 6.5      | 18       |
| 3.       | Jari-Matti Latvala   | Miikka Anttila         | Ford Fiesta RS WRC       | 3:24:30.6 | 34.0     | 16       |
| 4.       | Sébastien Ogier      | Julien Ingrassia       | Citroën DS3 WRC          | 3:24:44.3 | 47.7     | 15       |
| 5.       | Petter Solberg       | Chris Patterson        | Citroën DS3 WRC          | 3:25:27.8 | 1:31.2   | 10       |
| 6.       | Sébastien Loeb       | Daniel Elena           | Citroën DS3 WRC          | 3:26:26.9 | 2:30.3   | 10       |
| 7.       | Per-Gunnar Andersson | Emil Axelsson          | Ford Fiesta RS WRC       | 3:30:18.6 | 6:22.0   | 6        |
| 8.       | Kimi Räikkönen       | Kaj Lindström          | Citroën DS3 WRC          | 3:30:58.9 | 7:02.3   | 4        |
| 9.       | Matthew Wilson       | Scott Martin           | Ford Fiesta RS WRC       | 3:34:08.1 | 10:11.5  | 2        |
| 10.      | Khalid Al Qassimi    | Michael Orr            | Ford Fiesta RS WRC       | 3:34:27.7 | 10:31.1  | 1        |
| PWRC     |                      |                        |                          |           |          |          |
| 1. (16.) | Martin Semerád       | Michal Ernst           | Mitsubishi Lancer Evo IX | 3:46:59.8 | 0.0      | 25       |
| 2. (19.) | Yuriy Protasov       | Adrian Aftanaziv       | Mitsubishi Lancer Evo X  | 3:52:17.1 | 5:17.3   | 18       |
| 3. (21.) | Nicolás Fuchs        | Rubén Francisco García | Mitsubishi Lancer Evo IX | 3:53:43.9 | 6:44.1   | 15       |
| 4. (22.) | Valeriy Gorban       | Evgeniy Leonov         | Mitsubishi Lancer Evo IX | 3:53:49.3 | 6:49.5   | 12       |
| 5. (28.) | Gianluca Linari      | Paolo Gregoriani       | Subaru Impreza WRX STI   | 4:14:45.3 | 27:45.5  | 10       |
| 6. (31.) | Dmitry Tagirov       | Anna Zavershinskaya    | Subaru Impreza WRX STI   | 4:21:53.4 | 34:53.6  | 8        |
| 7. (32.) | Oleksandr Saliuk Jr. | Pavel Cherepin         | Mitsubishi Lancer Evo IX | 4:22:52.5 | 35:52.7  | 6        |
| 8. (33.) | Majed Al Shamsi      | Khalid Al Kedi         | Subaru Impreza WRX STI   | 4:29:52.6 | 42:52.8  | 4        |

### Prove speciali
| Giorno                      | Prova | Ora   | Nome                           | Lunghezza | Vincitore                         | Tempo   | V. media    | Leader del rally     |
| --------------------------- | ----- | ----- | ------------------------------ | --------- | --------------------------------- | ------- | ----------- | -------------------- |
| Frazione 1 (10–11 febbraio) | PS1   | 20:04 | Karlstad Super Special Stage 1 | 1.90 km   | Per-Gunnar Andersson              | 1:39.7  | 68.61 km/h  | Per-Gunnar Andersson |
| Frazione 1 (10–11 febbraio) | PS2   | 07:58 | Vargåsen 1                     | 24.63 km  | Mads Østberg                      | 14:41.9 | 100.54 km/h | Mads Østberg         |
| Frazione 1 (10–11 febbraio) | PS3   | 09:39 | Likenäs 1                      | 20.78 km  | Per-Gunnar Andersson              | 12:10.1 | 102.46 km/h | Mads Østberg         |
| Frazione 1 (10–11 febbraio) | PS4   | 10:55 | Løvhaugen 1                    | 19.26 km  | Mads Østberg                      | 11:36.5 | 99.55 km/h  | Mads Østberg         |
| Frazione 1 (10–11 febbraio) | PS5   | 14:13 | Vargåsen 2                     | 24.63 km  | Per-Gunnar Andersson Mads Østberg | 14:05.0 | 104.93 km/h | Mads Østberg         |
| Frazione 1 (10–11 febbraio) | PS6   | 15:54 | Likenäs 2                      | 20.78 km  | Sébastien Ogier                   | 11:39.5 | 106.94 km/h | Mads Østberg         |
| Frazione 1 (10–11 febbraio) | PS7   | 17:10 | Løvhaugen 2                    | 19.26 km  | Jari-Matti Latvala                | 10:49.7 | 106.72 km/h | Mads Østberg         |
| Frazione 2 (12 febbraio)    | PS8   | 08:00 | Lesjöfors 1                    | 15.00 km  | Sébastien Loeb                    | 9:38.4  | 93.36 km/h  | Mads Østberg         |
| Frazione 2 (12 febbraio)    | PS9   | 09:01 | Sågen 1                        | 14.23 km  | Petter Solberg                    | 7:44.0  | 110.41 km/h | Mads Østberg         |
| Frazione 2 (12 febbraio)    | PS10  | 10:06 | Fredriksberg 1                 | 18.15 km  | Per-Gunnar Andersson              | 10:55.8 | 99.63 km/h  | Mads Østberg         |
| Frazione 2 (12 febbraio)    | PS11  | 11:08 | Värmullsåsen 1                 | 15.42 km  | Petter Solberg                    | 8:40.2  | 107.40 km/h | Mikko Hirvonen       |
| Frazione 2 (12 febbraio)    | PS12  | 13:26 | Lesjöfors 2                    | 15.00 km  | Sébastien Loeb                    | 9:35.3  | 93.86 km/h  | Mikko Hirvonen       |
| Frazione 2 (12 febbraio)    | PS13  | 14:27 | Sågen 2                        | 14.23 km  | Sébastien Loeb                    | 7:50.1  | 108.97 km/h | Mikko Hirvonen       |
| Frazione 2 (12 febbraio)    | PS14  | 15:32 | Fredriksberg 2                 | 18.15 km  | Sébastien Ogier                   | 11:02.2 | 98.67 km/h  | Mikko Hirvonen       |
| Frazione 2 (12 febbraio)    | PS15  | 16:34 | Värmullsåsen 2                 | 15.42 km  | Sébastien Loeb                    | 8:45.7  | 105.60 km/h | Mikko Hirvonen       |
| Frazione 2 (12 febbraio)    | PS16  | 20:00 | Karlstad Super Special Stage 2 | 1.90 km   | Petter Solberg                    | 1:38.9  | 69.16 km/h  | Mikko Hirvonen       |
| Frazione 3 (13 febbraio)    | PS17  | 07:51 | Torntorp 1                     | 19.21 km  | Mikko Hirvonen                    | 9:49.2  | 117.37 km/h | Mikko Hirvonen       |
| Frazione 3 (13 febbraio)    | PS18  | 08:43 | Gustavsfors 1                  | 4.16 km   | Mikko Hirvonen                    | 2:22.1  | 105.39 km/h | Mikko Hirvonen       |
| Frazione 3 (13 febbraio)    | PS19  | 09:37 | Rämmen 1                       | 22.76 km  | Mikko Hirvonen                    | 11:55.3 | 114.55 km/h | Mikko Hirvonen       |
| Frazione 3 (13 febbraio)    | PS20  | 12:09 | Torntorp 2                     | 19.21 km  | Jari-Matti Latvala                | 10:00.0 | 115.26 km/h | Mikko Hirvonen       |
| Frazione 3 (13 febbraio)    | PS21  | 13:31 | Rämmen 2                       | 22.76 km  | Jari-Matti Latvala                | 12:12.9 | 111.80 km/h | Mikko Hirvonen       |
| Frazione 3 (13 febbraio)    | PS22  | 15:08 | Gustavsfors 2 (Power stage)    | 4.16 km   | Sébastien Ogier                   | 2:22.7  | 104.95 km/h | Mikko Hirvonen       |

### Power Stage
| Pos | Pilota             | Tempo  | Distacco | V. media    | Punti |
| --- | ------------------ | ------ | -------- | ----------- | ----- |
| 1   | Sébastien Ogier    | 2:22.7 | 0.0      | 104.95 km/h | 3     |
| 2   | Sébastien Loeb     | 2:23.0 | +0.3     | 104.73 km/h | 2     |
| 3   | Jari-Matti Latvala | 2:23.4 | +0.7     | 104.44 km/h | 1     |

## Classifiche Mondiali

### Piloti
| Pos | Pilota               | Punti |
| --- | -------------------- | ----- |
| 1   | Mikko Hirvonen       | 25    |
| 2   | Mads Østberg         | 18    |
| 3   | Jari-Matti Latvala   | 16    |
| 4   | Sébastien Ogier      | 15    |
| 5   | Petter Solberg       | 10    |
| 6   | Sébastien Loeb       | 10    |
| 7   | Per-Gunnar Andersson | 6     |
| 8   | Kimi Räikkönen       | 4     |
| 9   | Matthew Wilson       | 2     |
| 10  | Khalid Al Qassimi    | 1     |

### Costruttori
| Pos | Team                                  | Punti |
| --- | ------------------------------------- | ----- |
| 1   | Ford Abu Dhabi World Rally Team       | 40    |
| 2   | Citroën Total World Rally Team        | 22    |
| 3   | M-Sport Stobart Ford World Rally Team | 18    |
| 4   | ICE 1 Racing                          | 8     |
| 5   | Team Abu Dhabi                        | 6     |
| 6   | FERM Power Tools World Rally Team     | 4     |
| 7   | Monster World Rally Team              | 2     |

### Piloti P-WRC
| Pos | Pilota               | Punti |
| --- | -------------------- | ----- |
| 1   | Martin Semerád       | 25    |
| 2   | Yuriy Protasov       | 18    |
| 3   | Nicolàs Fuchs        | 15    |
| 4   | Valeriy Gorban       | 12    |
| 5   | Gianluca Linari      | 10    |
| 6   | Dmitry Tagirov       | 8     |
| 7   | Oleksandr Saliuk Jr. | 6     |
| 8   | Majed Al Shamsi      | 4     |